# Analiza przestrzenna
Analiza przestrzenna – analiza danych przestrzennych mająca na celu ujawnienie lub uzyskanie nowej informacji przestrzennej, zwłaszcza geograficznej. Analiza przestrzenna umożliwia modelowanie złożonych zjawisk, relacji i procesów geograficznych, służąc ich monitorowaniu i prognozowaniu.
Analiza konkretnego problemu przestrzennego wymaga zazwyczaj wykonania pewnej liczby prostszych operacji za pomocą oprogramowania systemu informacji przestrzennej. Metodyka analizy uzależniona jest od tego, czy używane są dane wektorowe, czy też rastrowe.